# Plectoptilus myops
Plectoptilus myops là một loài nhện trong họ Oonopidae.
Loài này thuộc chi Plectoptilus. Plectoptilus myops được Eugène Simon miêu tả năm 1905.